# 14278 Perrenot
14278 Perrenot è un asteroide della fascia principale. Scoperto nel 2000, presenta un'orbita caratterizzata da un semiasse maggiore pari a 2,3316781 UA e da un'eccentricità di 0,1743930, inclinata di 2,21012° rispetto all'eclittica.